# Самосострадание
Самосострадание (англ. self-compassion) — проявление сочувствия к самому себе, в отношении собственного страдания, воспринимаемых неудач и недостатков. Основные характеристики самосострадания включают доброе отношение к самому себе, осознание себя как части общечеловеческого опыта и осознанность, умение принимать собственные мысли и чувства без осуждения и самокритики. Рассматривается как эмоциональная регуляция, позволяющая индивиду переживать негативные ситуации без погружения в крайнюю саморефлексию. Подход способствует психологическому благополучию, помогая человеку развивать более здоровое и эмоционально устойчивое отношение к себе.
Концепция близка к понятию «безусловного позитивного отношения», введённым Карлом Роджерсом, которое предполагает положительное приятие и поддержку исследуемых клиентов и самого себя без оговорок. Также коррелирует с идеей «безусловного самопринятия», описанной Альбертом Эллисом, предполагающей полную акцептацию себя. Мэрилин Снайдер упоминает «внутреннего эмпата», способного к рефлексии собственного опыта через призму любопытства и сострадания. Энн Вайзер Корнелл выделяет важность нежных и принимающих отношений ко всем аспектам личности. Джудит Джордан акцентирует на самоэмпатии как на способности к самопринятию, самоуходу и развитию эмпатии к себе. Все схожие гипотезы подчеркивают значимость самоподдержки и позитивного самоотношения как фундаментальных элементов психологического благополучия и личностного роста.
В отличие от саможалости, представляет собой адаптивную психологическую стратегию, осознанное признание и принятие собственных страданий без их негативной оценки. Состояние характеризуется отсутствием самообвинения и самоуничижения, подразумевая наличие уверенности в своих способностях к эффективному преодолению трудностей. Активное самоуспокоение и самоподдержка, контрастирует с пассивностью и бессилием, проявляемыми в саможалости, где индивид переживает чувство жертвы и неспособности к объективной оценке обстановки (англ. coping).
Исследования показывают, что люди, обладающие самосостраданием, испытывают большее психологическое благополучие по сравнению с теми, кто не склонен к самосостраданию. Например, самосострадание коррелирует с увеличением удовлетворённости жизнью, мудростью, счастьем, оптимизмом, любознательностью, стремлением к обучению, социальной связанностью, личной ответственностью и эмоциональной устойчивостью. В то же время, оно связано с более низкой склонностью к самокритике, депрессии, тревожности, руминации, подавлению мыслей, перфекционизму и нарушенным пищевым поведением.
Самосострадание имеет хоть и схожие, но иные эффекты, чем самоуважение. В течение многих лет психологи акцентировали внимание на преимуществах самоуважения, однако недавние исследования выявили ряд негативных аспектов, связанных с стремлением к высокому уровню самоуважения, включая нарциссизм, искажённое самовосприятие, зависимость и нестабильность самооценки, а также гнев и агрессивное поведение в ответ на угрозы эго. Самоуважение часто коррелирует с оценкой собственной значимости во внешних сферах, таких как внешний вид, академические и учебные достижения и социальное одобрение, что делает его подверженным колебаниям и негативным последствиям. В сравнении с вышеперечисленным, самосострадание, по всей видимости, предоставляет аналогичные преимущества для психического здоровья, что и самоуважение, но без многих связанных с ним недостатков, таких как нарциссизм, эго-защитный гнев (англ. narcissistic rage and narcissistic injury), неточное самовосприятие, зависимость самооценки от внешних условий или склонность к социальному сравнению.

## Шкала самосострадания
Большинство исследований в области самосострадания опираются на Шкалу Самосострадания, разработанную Кристин Нефф. Инструмент оценивает уровень доброжелательности в противовес самокритике, чувство общности в противоположность изоляции аффекта, а также осознанность в противовес чрезмерной идентификации.
Шкала самосострадания была переведена на разные языки. Некоторые из них включают чешский, Голландский, Японский, Китайский, Турецкий, и Греческий версии.

### Исследования
Исходная группа, на которой была испытана шкала, включала в себя 68 студентов одного из крупнейших университетов Соединённых Штатов. В ходе эксперимента участники сократили количество потенциальных пунктов шкалы до 71.
На следующем этапе разработки проводилась проверка надёжности и достоверности шкалы среди более обширной группы испытуемых. В рамках данного исследования было случайным образом отобрано 391 студентов, которые заполнили 71 пункт, отобранный на предыдущем этапе. По результатам их ответов количество пунктов было уменьшено до 26. Шкала самосострадания обладает высокой надёжностью и валидностью.
Второе исследование было направлено на более детальное изучение различий между самоуважением и самосостраданием. В нём приняли участие 232 студента, выбранных случайным образом. Участникам было предложено заполнить ряд различных шкал в форме анкеты. Среди них были: 26-пунктная Шкала самосострадания, 10-пунктная Шкала самоуважения Розенберга, 10-пунктная Шкала самоопределения, 21-пунктная Шкала основных психологических потребностей и 40-пунктная Шкала нарциссической личности. По результатам исследования Нефф предположила, что самосострадание и самоуважение измеряют два разных психологических явления.
Третье исследование было проведено с целью проверки конструктной валидности. Сравнивая две разные группы людей, исследователи могли наблюдать различные уровни самосострадания. Сорок три буддийских практикующих заполнили Шкалу самосострадания, а также шкалу самоуважения. В качестве контрольной группы использовалась выборка из 232 студентов со второго исследования. Как и предполагал Нефф, практикующие буддисты показали значительно более высокие результаты по шкале самосострадания, чем студенты.

### Расширенная версия
Расширенная версия Шкалы Самосострадания (ШСС) включает в себя 26 пунктов, охватывающих шесть подшкал: доброта к себе, самокритика, осознание общности с другими, изоляция аффекта, осознанность и склонность к чрезмерной идентификации. Создатель шкалы, Нефф, рекомендует применять её начиная с 14-летнего возраста при условии, что уровень чтения не ниже восьмого класса.
Шкала Самосострадания представлена в форме шкалы Лайкерта, где 1 означает почти полное отсутствие самосострадания, а 5 — его постоянное проявление. Проходя тестирование по данной шкале, респонденты получают возможность глубже понять, как они относятся к себе в моменты жизненных трудностей и испытаний.

### Краткая форма
Краткая версия шкалы самосострадания (ШСС-КВ) состоит из 12 пунктов и доступна на голландском и английском языках. Исследования показывают, что шкала короткой формы может быть компетентно использована в качестве замены шкалы длинной формы. Исследование, проведённое в Университете Левена, Бельгия, показало, что при изучении общих баллов сокращённая версия почти идеально коррелирует с более длинной версией.

### Шестифакторная парная модель
Концепция самосострадания, предложенная Нефф, включает в себя шесть взаимодействующих компонентов, объединённых в три пары противоположных аспектов. Первая пара — доброта к себе против самокритики. Доброта к себе означает способность относиться к себе с пониманием и сочувствием, в то время как самокритика подразумевает строгость и неумолимость в оценке собственных недостатков. Вторая пара — чувство единства с человечеством против изоляции. Единство с человечеством подразумевает осознание того, что каждый человек несовершенен и что страдание является частью человеческого бытия, в то время как изоляция связана с ощущением одиночества в своём горе. Третья пара — восприятие против чрезмерной идентификации с болью. Осознанность предполагает внимание и приятие болезненных переживаний без осуждения и сбалансированно, тогда как чрезмерная идентификация влечёт за собой поглощение собственными страданиями и навязчивое размышление о них. Нефф утверждает, что шесть компонентов самосострадания взаимодействуют и функционируют как единая система. Модель подтверждается исследованием, которое показало, что практика написания текстов с позиций добра, единства с человечеством или восприятия приводит к усилению других аспектов самосострадания. Самоуважение, как важный аспект личностного роста, тесно переплетается с указанными измерениями, поскольку оно требует от человека способности к самопринятию и осознанности в отношении собственных переживаний и ошибок.

### Критика шкалы Нефф
На сегодняшний день шкала самосострадания Кристин Нефф является основным инструментом самооценки, предназначенным для измерения уровня самосострадания. Шкала завоевала признание в научных кругах благодаря своей надёжности и валидности. Однако некоторые исследователи высказывают сомнения относительно его универсальности и применимости шестифакторной модели в различных культурных контекстах.

#### Обобщаемость
Несмотря на то, что некоторые исследователи высказывали сомнения относительно универсальности Шкалы самосострадания Нефф, последние исследования подтвердили стабильность измерения в различных контекстах. Анализ охватил 18 разнообразных групп, включая студентов, общественные и клинические выборки, и был проведён на 12 языках. Открытие подчёркивает значимость шкалы для понимания феномена самосострадания в межкультурном аспекте.

#### Шестифакторная модель сбалансированной системы
В исследовании 2015 года, проведённом Анжеликой Лопес и её коллегами, была осуществлена попытка анализа структуры, надёжности и конструктивной валидности 24-пунктной голландской версии Шкалы Самосострадания Нефф на основе обширной и репрезентативной выборки общей популяции. В исследование было вовлечено 1,736 участников, и для проверки возможности воспроизведения шестифакторной структуры Нефф были использованы методы подтверждающего (ПФА) и исследовательского (ИФА) факторного анализа.
Однако, работа Лопес не смогла подтвердить шестифакторную структуру Шкалы Самосострадания Нефф, предложив в качестве альтернативы двухфакторную модель, сформированную путём раздельной группировки позитивных и негативных пунктов. Лопес утверждала, что самосострадание и самокритика являются различными концепциями.
Тем не менее, более позднее исследование, охватившее 20 выборок (N=11,685) и изучившее структуру ШСС в 13 переводах с использованием бифакторного исследовательского структурного уравнения, которое является более подходящим методом для анализа конструктов, функционирующих как система, показало, что наилучшее соответствие в каждой изученной выборке имеет модель с одним общим фактором и шестью специфическими факторами, в то время как двухфакторное решение демонстрировало неудовлетворительную адекватность. Кроме того, более 95% надёжной вариативности в ответах на пункты могло быть объяснено одним общим фактором. Такая структура факторов оказалась неизменной в различных культурах.
Дополнительные доказательства того, что самосострадание является глобальным конструктом, состоящим из шести компонентов, функционирующих как система, проистекают из факта, что все шесть компонентов изменяются синхронно и находятся в сбалансированной системе внутри индивидуума.

## Упражнения для восприятия самосострадания
Упражнения для восприятия самосострадания, представляющие собой письменные задания, ролевые игры, либо глубокие размышления, направлены на развитие доброты к себе, осознанности и чувства единства с другими людьми. Подобные практики демонстрируют высокую эффективность в укреплении самосострадания, а также способствуют повышению самоэффективности, оптимизма и осознания текущего момента жизни, снижают склонность к бесплодным раздумьям, руминации. У лиц, подверженных развитию депрессии, ежедневное выполнение упражнений на самосострадание в течение недели приводило к уменьшению симптомов депрессии на протяжении трёх месяцев после завершения курса и к увеличению уровня счастья вплоть до шести месяцев, независимо от первоначального уровня счастья.

#### Как бы вы отнеслись к лучшему другу?
Представьте, что вы окутываете близкого друга, переживающего непростые времена, теплом своего сердца. Оцените, как ваши внутренние реакции на собственные трудности отличаются от реакций на чужие. Стремитесь дарить себе ту же самую безграничную доброту и понимание, которые вы щедро предлагаете другу.

#### Перерыв на утешение
В моменты острой боли или стресса сосредоточьтесь на событии, вызывающем дискомфорт. Прошепчите себе слова, каждое из которых будет антиподом и ответом на негатив, но в исключительно в добром и позитивном ключе.

#### Самоисследование через написание писем
Сконцентрируйтесь на аспекте вашей личности, который вы считаете недостатком, вызывающим чувство неполноценности. Затем напишите себе письмо от лица вымышленного друга, который любит вас безоговорочно и безусловно, позвольте себе почувствовать успокоение и утешение, которые доносят мыслеобразы.

#### Критик, критикуемый и сострадательный наблюдатель
Представьте комнату, три стула и трёх людей, которые говорят мысли в слух. В ходе упражнения перемещайтесь между действующими персонажами постановки. Сначала выступите в роли самокритика, выразите свои чувства. Затем перейдите на стул критикуемого “я” и представьте, как вы отвечаете на нападки воображаемого оппонента. После, проведите диалог между двумя сторонами личности. Наконец, представьте себя сострадательным наблюдателем данного диалога и размышляйте о пережитом опыте.

#### Изменение самокритичного внутреннего диалога
В течение нескольких недель регулярно обращайте внимание на природу своих мыслей. Стремитесь замечать моменты агрессии по отношению к самому себе, отвечать на них с состраданием и менять настрой языка внутреннего голоса.

#### Ведение дневника
Ведите ежедневный дневник в течение как минимум одной недели, чтобы размышлять о трудных переживаниях, самокритике и другом стрессе. Анализируйте каждое событие через призму доброжелательности, осознанность и чувство единства всего человечества.

#### Определение того, чего мы действительно хотим
Подумайте, каким образом возможно использовать критику для мотивации? Затем попробуйте найти более добрый и заботливый способ мотивации направленной на внутренние изменения, которые вы хотите внести в свою жизнь, и будьте внимательны к тому, как вы используете личные мысли.

#### Забота о том, кто сам заботится
Регулярно уделяйте время значимому самоуходу, особенно в периоды активной заботы о других.

## В контексте самопрощения
Самопрощение является ключевым аспектом самосострадания, подразумевающим освобождение от негативных чувств, направленных на себя. Исследования показали, что простить самого себя очень трудно, но в конечном итоге способствует повышению общего благополучия, в частности, укрепляет самоуважение и снижает невротизм.

### Активное социальное поведение
Когда негативные чувства, направленные на себя, возникают в результате прошлых негативных действий, самопрощение не означает игнорирование или оправдание проступков, а скорее имитирует самосострадание, сохраняя полную ответственность за прошлые поступки. Таким образом, самопрощение может повысить готовность людей раскаяться в поступках и содеянном. Несмотря на исследования, до сих пор нет ясной связи между самопрощением и активным социальным поведением. Предполагается, что принятие ответственности за негативные действия ведёт к росту социальных навыков, а сочетание принятия с самопрощением усиливает эффект.

## В контексте самопринятия
Самопринятие — элемент самосострадания, который включает в себя принятие себя таким, какой есть. Самопринятие отличается от самоуважения тем, что самоуважение подразумевает глобальную оценку чувства собственной значимости. А самопринятие означает принятие себя несмотря на недостатки, слабости и негативные оценки со стороны других.

## Осознанность

### История
Концепция осознанности и каруна уходит корнями в древневосточную традиционную буддийскую философию и медитацию, насчитывая более 2500 лет. В рамках текущей философии, осознанность и сострадание рассматриваются как два крыла одной птицы, где каждый элемент перекликается с другим, принося благополучие и пользу для общего благосостояния. Термин «Mindfulness» является английским эквивалентом слова «Vipassana», которое, в свою очередь, представляет собой слияние двух слов: «Vi», означающее «особым образом», и «Passana», что переводится как «наблюдать», следовательно, подразумевая «наблюдение особым образом». 
Сострадание (каруна) определяется как эмоция, вызывающая желание освободиться от страданий. Осознанность в контексте самосострадания включает в себя признание собственных болезненных переживаний сбалансированным образом, не игнорируя и не углубляясь в нелюбимые черты себя или жизни. Согласно Нефф, важно быть внимательным к личным страданиям, чтобы проявить сострадание к себе. Однако необходимо уделять внимание страданиям уравновешенно, чтобы избежать «чрезмерной идентификации». Осознанность обычно сосредоточена на внутреннем опыте, таком как ощущения, эмоции и мысли, в отличие от фокусировки на переживающем. Самосострадание направлено на успокоение и утешение себя при столкновении с болезненными переживаниями. Самосострадание состоит из трех компонентов: доброта к себе в противовес самоосуждению, чувство общности в противовес изоляции и осознанность в противовес чрезмерной идентификации при столкновении с болезненными мыслями и эмоциями.

### Снижение стресса на основе осознанности
Терапия снижение стресса на основе осознанности (ССНОО), разработанная Джоном Кабат-Зинном, представляет собой структурированную групповую программу, которая использует методы медитации осознанности для облегчения страданий, связанных с физическими, психосоматическими и психическими расстройствами. Терапия ССНОО направлена на увеличение способности к осознанности, сокращая потребность в самоцентрированных мыслях и эмоциях, которые могут привести к ухудшению психического здоровья. Практика терапии ССНОО объединяет элементы медитации и йоги, повышает осведомленность о единстве ума и тела, а также о том, как бессознательные мысли, чувства и поведение могут подрывать эмоциональное, физическое и духовное здоровье. Клинические исследования последних 25 лет показали, что ССНОО  эффективна в снижении дистресса и улучшении индивидуального благополучия. Самосострадание может играть критическую роль в интервенциях на основе когнитивной терапии с использованием осознанности. В исследовании Шапиро было обнаружено, что медицинские работники, прошедшие программу MBSR, сообщили о значительном увеличении самосострадания и снижении уровня стресса по сравнению с контрольной группой, ожидающей медицинского вмешательства. Также было отмечено, что увеличение самосострадания, по-видимому, способствовало снижению стресса, связанного с программой.

### Когнитивная терапия на основе осознанности
Когнитивная терапия на основе осознанности (КТНОО), представляет собой уникальное терапевтическое вмешательство, которое интегрирует практики медитации, психообразование и стратегии когнитивно-поведенческой терапии для предотвращения рецидивов серьезных депрессивных состояний, большого депрессивного расстройства. Подход обучает индивидов наблюдать за своими мыслями и чувствами, направляя внимание на естественные объекты, такие как дыхание и ощущения в теле. Участникам программы предлагается достигать состояния осознанности, сохраняя непредвзятое, некритичное отношение к своему внутреннему опыту.
В рамках КТНОО особое внимание уделяется развитию навыков осознанности, что позволяет распознавать тревожные мысли и чувства, осознавать переживания и использовать приемы принятия и самосострадания для разрушения ассоциативных связей, способных вызвать рецидив. Самосострадание как ответ на негативные мысли и чувства является адаптивным процессом, подтверждающим его ключевую роль в обучении в рамках КТНОО. Было установлено, что самосострадание играет важную роль в эффективности медитативных вмешательств, таких как КТНОО.
Исследование Куйкена и коллег в 2010 году показало, что КТНОО может быть эффективной альтернативой поддерживающей антидепрессивной терапии в предотвращении рецидивов депрессивных симптомов. В ходе исследования было выявлено, что после введения КТНОО увеличивается уровень осознанности и самосострадания. Также было обнаружено, что КТНОО снижает связь между когнитивной реактивностью и рецидивом депрессии, а усиление самосострадания способствует процессу.

### Управление болью на основе осознанности
Управление болью на основе осознанности (УБНОО) — методика, воплощающая в себе философию и практику осознанности, предназначенная для облегчения страданий людей, обремененных хроническими болями и заболеваниями. Система, адаптируя ключевые принципы и методы, заложенные в основу программ снижения стресса на основе осознанности (ССНОО) и когнитивной терапии на основе осознанности (КТНОО), вносит свой вклад в развитие практики «любящей доброты», и рассматривается как чуткое отношение к опасениям, связанным с отделением обучения осознанности от его первоначального этического контекста в буддизме. Созданная Видьямалой Берч, данная методика реализуется через программы Breathworks и подтвердила свою эффективность в ходе многочисленных клинических исследований.
УБНОО призвана научить участников искусству доброжелательного принятия текущего момента и их первичных болевых ощущений, что, как показывает практика, приводит к снижению интенсивности или полному исчезновению вторичных болевых ощущений, возникающих вследствие психологического сопротивления и эмоционального отторжения.

### Осознанное самосострадание
Терапия осознанного самосострадания (ОСС) представляет собой уникальное сочетание практик самосострадания и осознанности. В рамках программы РСС, термин «осознанности» определяется как способность обращаться к болезненным мыслям и эмоциям, воспринимая их такими, какие они есть, без подавления или уклонения, что является ключевым для развития самосострадания. Однако, программа уделяет больше внимания самосостраданию, рассматривая осознанность как второстепенный аспект.
ОСС обучает как формальным практикам (медитация), так и неформальным (повседневная жизнь) практикам самосострадания. Кроме того, в программу включены домашние задания ОСС, которые помогают участникам стать более добрыми к себе. Цель терапии ОСС — предоставить участникам разнообразные инструменты для увеличения самосострадания, которые они, в свою очередь, могут интегрировать в свою жизнь. Исследование, проведенное Нефф и Гермером в 2012 году, показало, что по сравнению с контрольной группой, участники вмешательства ОСС сообщили о значительно большем увеличении самосострадания, осознанности, благополучия и снижении депрессии, стресса и тревожности, которые сохранялись в течение 6 месяцев после первоначального вмешательства.

### Терапия сфокусированная на сострадании
Терапия сфокусированная на сострадании (ТСНС) — психотерапевтический подход, разработанный Полом Гилбертом в 2009 году. Метод основан на глубоком понимании того, что чувства тревоги, гнева и депрессии являются естественными состояниями, заложенными в нас процессом эволюции, и возникают не по нашей вине. ТСНС направлена на переосмысление и изменение негативных установок, таких как «Меня никто не любит», заменяя их альтернативными утверждениями, способствующими самопринятию, например: «Я абсолютно уверен, что меня любят некоторые люди».
Цель ТСНС — помочь пациентам развить чувство тепла и эмоциональной отзывчивости к себе. Для достижения данной цели используются разнообразные упражнения, включая визуализацию и культивирование самосострадания через язык, а также практику самосострадательных поведенческих паттернов и привычек. В рамках ТСНС самосострадание активно применяется через мысли, образы и внимание, что необходимо для стимулирования и развития системы удовлетворения, успокоения и безопасности.

### Навыки осознанности в диалектической поведенческой терапии
Диалектическая поведенческая терапия (ДПТ) — слияние когнитивно-поведенческого подхода с элементами восточной медитативной практики. Метод основан на диалектическом мировоззрении, которое утверждает необходимость гармонии и интеграции противоположных убеждений, особенно в контексте принятия и изменения. Мы учимся принимать себя такими, какие мы есть, признавая неизбежность и важность личностного роста и трансформации.
В отличие от терапий, основанных на осознанности, таких как КТНОО и ССНОО, ДПТ не включает в себя медитацию в её традиционном понимании, а предлагает менее формализованные упражнения. Упражнения проводятся как в индивидуальном порядке, так и в рамках групповых занятий по освоению навыков. Обычно программа ДПТ рассчитана примерно на год, в течение которого участники регулярно посещают еженедельные индивидуальные и групповые сессии.
Сессии терапии навыками включают четыре основных модуля:
- Основы осознанности: развитие способности жить здесь и сейчас, сосредотачиваясь на текущем моменте.
- Межличностная эффективность: улучшение навыков общения, установления границ и поддержания здоровых отношений.
- Регуляция эмоций: обучение методам управления и трансформации эмоциональных состояний.
- Терпимость к дистрессу: развитие умения выдерживать и преодолевать кризисные ситуации без отказа от изменений или ухудшения состояния.

Терапевты, практикующие ДПТ, акцентируют внимание на развитии самосострадания. Основная идея использования терапий самосострадания в рамках ДПТ заключается в культивировании состояния ума, наполненного теплотой, безопасностью, присутствием и взаимосвязью, что, в свою очередь, может облегчить эмоциональную дисрегуляцию.

### Осознанность и связанные с ней навыки в терапии принятия и ответственности
Терапия принятия и ответственности (ТПИО) — инновационный подход в области психотерапии, который стремится к гармонизации внутреннего мира человека через процессы изменения поведения, осознанности и принятия. Метод акцентирует внимание на неосуждающем осознании и открытости к когнитивным ощущениям и эмоциональным переживаниям. ТПИО также стимулирует вовлечение в ситуации, которые ранее избегались и вызывали тревогу, с целью развития принятия. Избегающее поведение корректируется путём наблюдения клиентами за своими мыслями и признания того, что мысли не обязательно являются вредными.
В целом, стратегии ТПИО адаптируются под каждого участника, чтобы они получали психообразование, навыки решения проблем и психологическую гибкость. Упражнения и навыки осознанности и принятия способствуют поведенческим изменениям, необходимым для того, чтобы люди могли стремиться к жизни, которую они считают жизненно важной и значимой. Различные источники указывают на то, что терапия принятия и ответственности перекликается с концепцией самосострадания Неффа, особенно теорией реляционных рамок ТПИО. Основные теории и концепции, лежащие в основе ТПИО, могут быть актуальны и показали параллели и сходства, обнаруженные в самосострадании. 
Первое — перспектива ТПИО и концепция самодоброты Неффа, обе связаны с самопринятием. Принятие болезненных переживаний и обид связано с добротой к себе. Второе — концептуализация самосострадания Неффа и ТПИО оба подчеркивают осознанность, которая практикуется в ТПИО через концепции дефузии, принятия, контакта с настоящим моментом и самого себя как контекста. Дефузия также используется в самосострадании как средство позволения самокритике проходить через ум, не веря в неё, не опровергая её и не вступая в позицию, чтобы сделать мысли работоспособными. В исследовании, проведенном Ядавайей, Хейсом и Вилардагой в 2014 году, была проверена эффективность подхода ТПИО к самосостраданию по сравнению с контрольной группой, ожидающей лечения, исследование показало, что вмешательства ТПИО привели к значительному увеличению самосострадания и психопатологии по сравнению с контрольной группой после лечения и через два месяца после вмешательства.